# یواس‌اس مانچینل (ای‌ان-۵۴)
یواس‌اس مانچینل (ای‌ان-۵۴) (به انگلیسی: USS Manchineel (AN-54)) یک کشتی بود که طول آن 194' 6" بود. این کشتی در سال ۱۹۴۴ ساخته شد.